# 十代の誘惑
『十代の誘惑』（じゅうだいのゆうわく）は、1953年に公開された久松静児監督の日本映画。

## 概要
『続々十代の性典』の続編。高校生が修学旅行中の男女行動で純潔に疑いを掛けられ、大人社会に対する少年少女の叫びを描く青春哀歌である。

## あらすじ
高校三年生の辻勢津子（青山京子）の趣味は小説を書くこと、性格は開放的で、姉の伊津子（伏見和子）とアパートで二人暮らししている。姉の婚約者が姉を訪ねてアパートに来れば、勢津子は気を利かせて部屋を出て文学青年の会合に出かけるなどする。
勢津子のクラスメイト月村光子（若尾文子）は無口で恥ずかしがり屋で、同じくクラスメイトの大井晴彦（江原達怡）に恋心を抱いているものの、面と向かえば恥ずかしすぎて一言も口を利けない。挙げ句に、その晴彦に支那そば屋でアルバイトをしているところを見つかってしまい、ふさぎ込んでしまう。しかし、その当の晴彦はといえば、学業の傍ら働いて稼ぐ光子に同情するとともに、光子に対する愛情を深めていたのだった。
学校生活で最後の修学旅行に、生活が苦しい光子は家庭の都合で旅費を捻出できず、参加できない。しかし勢津子の奔放さをよく知る姉の伊津子は勢津子が旅行先で羽目を外しすぎることを心配し、光子の旅費を秘密裏に工面するとともに、旅行先での妹勢津子の行動を監視することを求めた。
いざ旅行先へと出てみれば、案の定、勢津子は京都で偽学生のナンパに引っかかって門限になっても帰還しない。責任を感じた光子は晴彦に事情を話し、一緒に夜の京都で勢津子を探して歩く。しかし、勢津子を見つけられぬまま宿に帰還した光子と晴彦の行動は徒労に終わり、その頃には勢津子はちゃんと帰還しており、逆に勢津子は光子と晴彦が男女二人で夜遅くまで街で遊び歩いていたと誤解しからかった。
だが、修学旅行から帰還後、勢津子を始めとするクラスメイトたちによる光子と晴彦の男女関係に関する噂話は学校当局や家庭にまで広がっており、そして大きな問題となっていた。光子が真相を話し無実を訴えるためには勢津子の姉、伊津子から勢津子の監視役を承った事情を話さねばならず、それを言えない光子は追い詰められ、そして元々内向的な性格だった光子は生きる望みを失って城ヶ島の波打ち際へ立った。その傍らには、晴彦もまた後を追っていた。
そのとき、二人の不在に気づいた家人や学校の先生、クラスメイトたちは慌てふためき、また真の事情に気づいた勢津子は自分の無軌道な行動が主原因と知り強く反省していたが、死の間際でそれを翻意した光子と晴彦は、波打ち際から引き返しつつ改めて生きる希望を抱き返していたのだった。

## スタッフ
- 監督 - 久松静児[5]
- 脚本 - 須崎勝弥[5]
- 企画 - 土井逸雄[5]
- 撮影 - 高橋通夫[5]
- 美術 - 木村威夫[5]
- 音楽 - 飯田三郎[5]
- 録音 - 米津次男[5]
- 照明 - 伊藤幸夫[5]

## キャスト
- 若尾文子 - 月村光子[2]
- 夏川静江 - 月村はる江[2]
- 水原常春 - 月村信夫[2]
- 江藤純子 - 月村敏子[2]
- 江原達怡 - 大井晴彦[2]
- 千田是也 - 大井敬蔵[2]
- 北林谷栄 - 大井千代子[2]
- 青山京子 - 辻勢津子[2]
- 伏見和子 - 辻伊津子[2]
- 南田洋子 - 宮下弘子[2]
- 木村三津子 - 沢久江[2]
- 入江洋佑 - 佐野徹[2]
- 見明凡太朗 - 校長先生[2]
- 丸山修 - 山下教頭[2]
- 菅原謙二 - 有川先生[2]
- 新宮信子 - 看護婦[2]
- 山本富士子 - 川上先生[2]
- 根上淳 - 川原哲夫[2]
- 船越英二 - 青木[2]
- 菅井一郎 - 善三郎[2]